# La bestia de abajo
La bestia de abajo (The Beast Below) es el segundo episodio de la quinta temporada moderna de la serie británica de ciencia ficción Doctor Who, emitido originalmente el 10 de abril de 2010. Muestra el primer viaje en la TARDIS del Undécimo Doctor y Amy Pond.

## Argumento
En el futuro lejano, el Undécimo Doctor y Amy Pond llegan a la Starship UK, una colonia espacial que contiene la población del Reino Unido que ha abandonado el planeta para escapar de unas letales llamaradas solares. Pasan junto a una niña llorando, Mandy, a quien todos los demás adultos ignoran a propósito. El Doctor, habiendo descubierto que la nave no parece funcionar con motores normales, le dice a Amy que siga a Mandy mientras él explora la sala de motores. Allí, descubre que los controles son falsos, tras lo cual se encuentra con una mujer enmascarada llamada Liz 10, que también se ha dado cuenta de esa rareza y de la identidad del Doctor.
Mientras tanto, Amy habla con Mandy, que le explica que ha perdido a su amigo por "la bestia de abajo" después de que él se negó a seguir las reglas de la Starship UK e intentó engañar a los robots sonrientes que vigilan la nave. Sin ignorar los avisos de Mandy, Amy entra en una tienda que cubre un agujero en la nave. Allí encuentra un tentáculo que sube desde el foso, y rápidamente retrocede, encontrándose con unos patrulleros, que guardan la nave. Llevan a Amy a una de las múltiples cabinas de voto de la nave, donde un video automático explica que cada adulto vota después de que le muestren la verdad del Starship UK. Tras el video, Amy tiene la oportunidad de protestar o hacer que la cabina le borre el recuerdo de lo que ha visto. Amy decide olvidar, pero no antes de grabar un video avisándose a sí misma de que haga que el Doctor salga de la nave, para verlo tras borrarse la memoria. Entonces aparecen el Doctor y Mandy. Esta última le explica que la votación ocurre cada cinco años, y todo el mundo escoge "olvidar". El Doctor, sin embargo, pulsa "Protestar", lo que hace caer a Amy y él a las profundidades de la nave.
Encontrándose en la boca de una criatura gigante, el Doctor usa su destornillador sónico para hacer que la criatura les vomite, y con la ayuda de Liz 10, escapan de los sonrientes que les estaban esperando tras su huida. Liz 10 revela que es la reina Isabel X, y el Doctor empieza a preguntarse su edad, que ella cree que son 50 años, aunque su reloj biológico se ralentizó para conservar su apariencia juvenil. Los patrulleros llegan y se llevan a todos a la Torre de Londres, donde se revela que toda la Starship UK descansa sobre una gran ballena estelar que proporciona el movimiento. La ballena estelar, que creen es la última de su clase, llegó a la Tierra en la época de las llamaradas solares. La capturaron y construyeron la nave sobre ella. Sin embargo, para dirigirla, abrieron el centro de dolor de su cerebro para provocarla frecuentes descargas eléctricas. Los patrulleros le muestran a Liz 10 que ella misma lo ordenó siglos atrás, pero cada diez años, ella encuentra el camino hasta la Torre y elige que le borren la memoria para que no pueda recordar. Ella implementó el programa de votación para hacer lo mismo con la población, por miedo a que al recordar la verdad la población exigiera que liberaran a la ballena, destruyendo la nave y matando a todos a bordo.
El Doctor está furioso, dándose cuenta a su pesar que debe elegir entre salvar a los humanos o a la ballena estelar, y enfadado regaña a Amy por elegir olvidar a la ballena para que él no tuviera que enfrentarse a esa decisión, diciéndole que la llevará de vuelta a casa cuando terminen allí. Liz 10 dice que debe haber otra forma, pero el Doctor golpea enfurecido el panel de control con el puño e iracundo dice que nadie le hable, porque ningún humano tiene nada que decirle. Entonces, decide alterar el dispositivo controlador para matar el cerebro de la ballena, permitiéndole continuar por el espacio pero sin más dolor. Mientras el Doctor trabaja, Amy ve que Mandy ha encontrado vivo a su amigo, ya que la ballena se niega a comer niños. Amy, considerando todo lo que ha visto y oído, toma el control y usa la mano de Liz 10 para pulsar el botón "Abdicar" que desactiva el dispositivo controlador. Para la sorpresa de todos, esto hace que la ballena se mueva más rápido, y no mata a los habitantes de la nave. Amy explica al Doctor que vio las similitudes entre la ballena y él, que fue por propia voluntad a la Tierra para salvar a los niños en tiempo de crisis, y los dos se reconcilian. Mientras vuelven a la TARDIS, Amy está a punto de hablarle al Doctor de su boda inminente cuando le interrumpe una llamada a la TARDIS de Winston Churchill que está frente a frente con un Dalek.

### Continuidad
Se dice aquí que la Tierra fue abandonada en el siglo XXIX por llamaradas solares. Este era el centro argumental de los seriales clásicos The Ark in Space y The Sontaran Experiment. Liz 10 menciona los encuentros anteriores del Doctor con monarcas británicas, incluyendo la reina Victoria (Dientes y garras), Isabel I (vista en El código Shakespeare y mencionada en El fin del tiempo) e Isabel II (Silver Nemesis). Liz 10 volverá a aparecer en La Pandórica se abre, guardando la colección real de arte en el sigo LII. El episodio continúa el arco argumental de las grietas, cuando una aparece al final del episodio en un extremo de la Starship UK.

## Producción

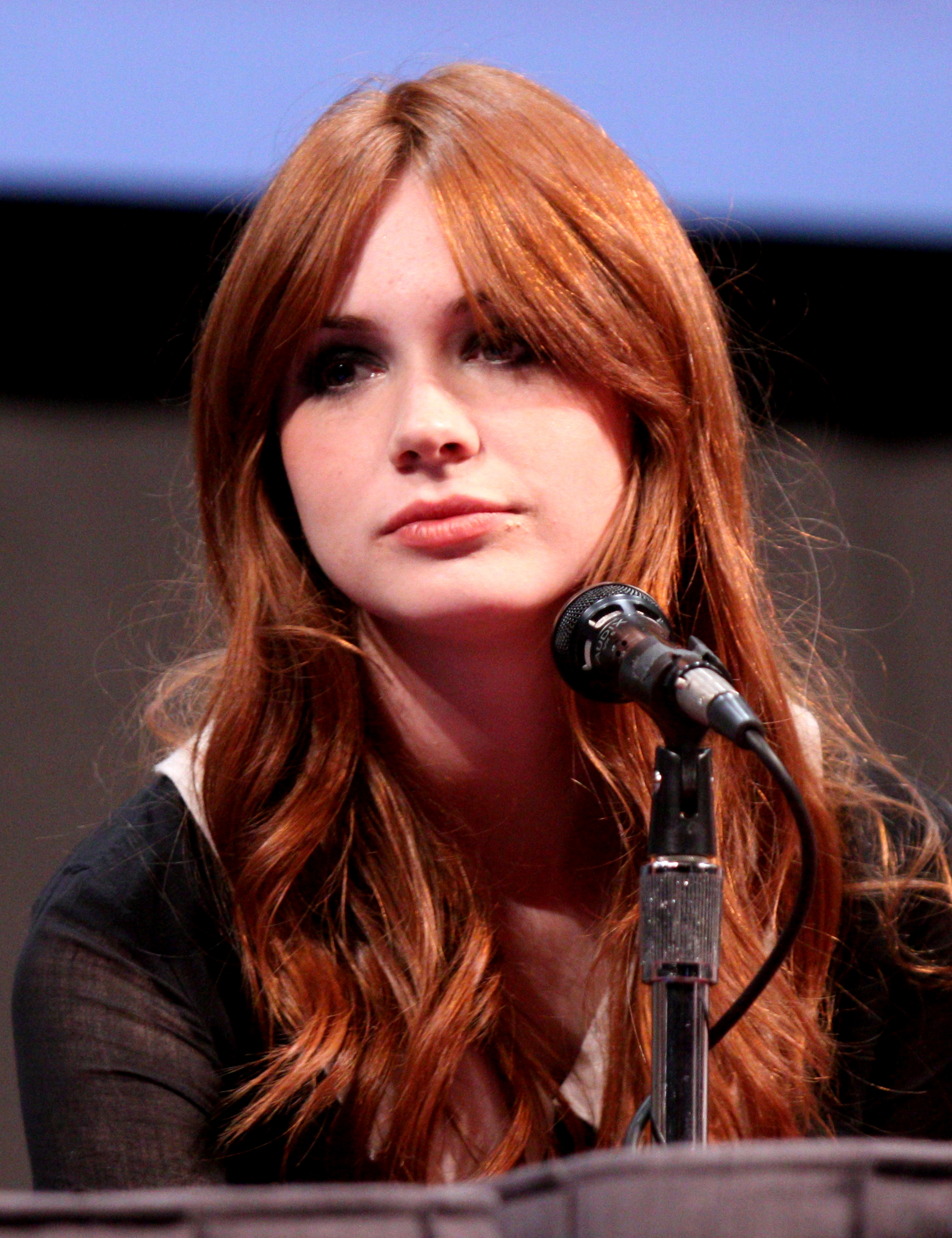
El episodio tenía la intención de mostrar la importancia de la acompañante del Doctor Amy Pond, interpretada por Karen Gillan (en la foto).

El productor ejecutivo y director de guionistas Steven Moffat escribió el episodio como presentación de Amy en el papel de acompañante del Doctor. Muestra su primera aventura lejos de su planeta natal y su primera vez en el espacio. En el clímax del episodio, cuando el Doctor decide que lo mejor que puede hacer es matar a la ballena con menos dolor como sea posible, pero Amy lleva a cabo una solución alternativa más humana; se diseñó para destacar en los recuerdos del Doctor como un fallo de inmensas proporciones. También se refuerza la necesidad que tiene el Doctor de acompañantes y es un preludio de lo importante que será Amy para él.

## Emisión y recepción
Las mediciones nocturnas de audiencia mostraron 6,4 millones de espectadores en BBC One y 330.000 espectadores en BBC HD, con lo que fue el programa más visto del día. Las mediciones definitivas fueron en total conjunto de 8,42 millones (7,93 en BBC One y 494.000 en BBC HD). Fue el quinto programa más visto de la semana en BBC One, y el 11º entre todos los canales del Reino Unido. Tuvo una puntuación de apreciación de 86, considerada "excelente".
La bestia de abajo se publicó en DVD y Blu-ray junto a los episodios En el último momento y La victoria de los Daleks el 7 de junio de 2010. Después se incluyó en la compilación en DVD de la temporada el 8 de noviembre de 2010.
El episodio tuvo una respuesta mezclada de la crítica. Andrew Billen de The Times le dio al episodio cinco estrellas, alabando al Doctor "mercurial" de Matt Smith, la interpretación de Sophie Okonedo y la idea del episodio. Sin embargo, le preocupó que Moffat "podría no estar tan interesado en el Señor del Tiempo como el resto de sus fans", mencionando una escena en la que el Doctor despacha la muerte de su pueblo como "un mal día". Keith Watson en Metro alabó el desarrollo de la relación entre el Doctor y Amy. Sam Wollaston en The Guardian notó los paralelismos entre el Reino Unido del futuro y el actual, y también confesó "estar enamorado de Amy Pond".
Dan Martin, también de The Guardian alabó la historia por probar las relaciones de los personajes en lugar de limitarse a una vista a la nave para hacerla mejor, aunque comentó que el "mensaje anti-vivisección" pareció perderse por el camino. Alabó la forma en que se representó al Doctor en términos de sus más inhumanos institntos en contraste con el Décimo Doctor y le dio al episodio un "4 sobre 5". Patrick Mulkern del Radio Times dijo que el episodio "no le motivó ni a llevar una pancarta de salvar a la ballena estelar, ni a agarrar el arpón más cercano", y le hizo sentir "fuera de onda", ya que parecía estar más dirigido a niños que a adultos. Sin embargo, alabó la interpretación de Smith, Gillan y Sophie Okedo, así como la creación de los Sonrientes. Russell Lewin de SFX le dio al episodio 4 estrellas sobre 5, calificándolo de "inmensamente satisfactorio". Alabó particularmente las dos interpretaciones protagonistas y la caracterización de Amy como acompañante, así como el guion y el diálogo.
Matt Wales de IGN tuvo una opinión más mezclada, dándole un "buen" 7 sobre 10. La consideró imaginativa con "más brillantes ideas... que las que la mayoría de los otros programas pueden reunir en toda una temporada", pero pensó que el episodio "nunca llegó a juntar esa cacofonía de ideas para formar un todo satisfactorio", y la conclusión "falló para resonar efectivamente contra el batiburrillo de ideas locas y acción". Por la gran cantidad de ideas, Wales también señaló que la caracterización fue "escasa", especialmente con Liz 10 y los Sonrientes. Sin embargo, alabó la química de Smith y Gillan y los "diálogos conflictivos". En febrero de 2013, Moffat citó La bestia de abajo como el episodio que menos le gustaba de los que había escrito, describiéndolo como "un poco desastre".